# Jópofa
A Jópofa az Alvin és a mókusok együttes második albuma. Ezen az albumon dobol először Figula Gergő, aki friss vért hozott a zenekar életébe. Az albumon található "Rémálom" című szám videóklipjét Jancsó Miklós és Grünwalsky Ferenc rendezte.

## Az album dalai
1. Nem baj
2. Rémálom
3. Kottona Klári
4. Unom már
5. Jópofa
6. Pitiáner bűnözők dala
7. Bele
8. Utak mellett
9. Nemzeti politika
10. Alvin és a krisnások
11. Csalódott 10enéves kisfiú dala
12. Milyen szép nap van ma szerda
13. Isten veletek!